# Teatro de Operaciones Malvinas
El Teatro de Operaciones Malvinas (TOM) fue un comando operativo de las Fuerzas Armadas argentinas para la recuperación de las islas Malvinas, Georgias del Sur y Sandwich del Sur, denominada Operación Rosario.

## Reseña
Por decreto S 675/1982 del Poder Ejecutivo Nacional del 1 de abril de 1982 fue resuelta la activación del Teatro de Operaciones Malvinas (TOM) para la operación de recuperación de las islas Malvinas, Georgias del Sur y Sandwich del Sur, denominada Operación Rosario, a cargo del comandante del V Cuerpo de Ejército, general de división Osvaldo Jorge García, con asiento de paz en Bahia Blanca. Cumplido el objetivo, el 7 de abril, la superioridad resolvió desactivar el Teatro de Operaciones Malvinas (TOM) y en el acto crear el Teatro de Operaciones del Atlántico Sur (TOAS), asumiendo la defensa.
Bajo su comando quedaba subordinado el componente terrestre, a cargo del general de brigada Américo Daher, el componente naval, contraalmirante Gualter Oscar Allara, el componente anfibio, a cargo del contraalmirante de IM Carlos Alberto Büsser, y el componente aéreo, a cargo del brigadier Luis Guillermo Castellano.

## La recuperación
En el destructor ARA Santísima Trinidad de la Armada Argentina (el buque insignia de la fuerza de tareas) embarcó el general García (en la circunstancia de ser el comandante del operativo), y en el rompehielos ARA Almirante Irízar embarcó su Estado Mayor.

## Jurisdicción
Por la resolución superior inserta en el decreto quedó definida la jurisdicción del TOM en alrededor de las islas Malvinas, Georgias del Sur y Sandwich del Sur. Ya desactivado el TOM, el 12 de abril el Comité Militar resolvió transferir la responsabilidad al TOAS.

## Comandante
- General de división Osvaldo Jorge García (2 de abril de 1982-7 de abril de 1982)